# Гра на пониження (фільм)
«Гра на пониження» (англ. The Big Short) — американський біографічний драмедійний фільм, знятий Адамом Мак-Кеєм за книгою Майкла Льюїса «Гра на пониження. За кулісами світової фінансової кризи», яку було видано 2010-го року. Світова прем’єра стрічки відбулась 12 листопада 2015 року на фестивалі Американського інституту кіномистецтва. В український широкий прокат вийшла 4 лютого 2016 року. Фільм розповідає про чотирьох непомітних біржових гравців, які стають мультимільйонерами під час глобальної фінансової кризи 2008 року.

## Сюжет
У 2005 році ексцентричний менеджер гедж-фонду Майкл Беррі (Крістіан Бейл) усвідомлює, що ринок іпотечного кредитування США надзвичайно нестабільний та базується на високоризикових кредитах людям, що можуть мати складнощі з їх поверненням. Передбачаючи обвал ринку (що стався 2007 року), він розуміє, що може заробити уклавши кредитні дефолтні свопи, що дозволять йому зіграти на падінні іпотечного ринку. Він відвідує кілька банків зі своєю пропозицією, і банки, переконані в стабільності іпотечного ринку, погоджуються на його пропозицію. Угода Майкла Беррі з банками викликає обурення та гнів його клієнтів, що розділяють упевненість банків та вважають ці угоди марною тратою грошей, а самого Майкла Беррі остаточно божевільним. Він відмовляється розірвати угоди з банками та з часом інвестори, втрачаючи віру, намагаються вивести кошти з його фонду. Тоді Майкл уводить мораторій на виведення коштів, чим розлючує інвесторів ще більше й це призводить до тривалого юридичного протистояння та тиску. Проте, зрештою ринок обвалюється та збільшує статки клієнтів фонду майже п’ятикратно.
Трейдер Джаред Веннетт (Раян Гослінг) чує про угоду з Беррі від одного з банкірів, з якими має справу, і незабаром розуміє, що передбачення Беррі правильні. Він вирішує зробити свої ставки на ринку кредитних дефолтних свопів. Помилковий телефонний дзвінок привертає увагу до його плану менеджера гедж-фонду Марка Баума (Стів Карелл), який вирішує приєднатися до плану Веннетта. Удвох вони розуміють, що обвал ринку, що наближається, перетворюється на світову кризу через продаж банками забезпечених боргових зобов’язань (ЗБЗ) — згрупованим разом пакетом кредитів, які вже не повертаються позичальниками, але неправильно оцінених за найвищим рейтингом ААА через конфлікт інтересів та безчесність рейтингових агентств. Коли Баум відвідує American Securitization Forum в Лас-Вегасі, він зустрічається з людиною, яка винайшла синтетичні ЗБЗ, створивши ланцюг величезних, поступово зростальних ставок на базі кредитів, що не повертаються. Баум жахається, розуміючи, що масштаби шахрайства призведуть до колапсу всієї економіки. Партнери Баума переконують його скористатися кредитними дефолтними свопами та нажитися на неконтрольованих шахрайствах фінансових інститутів.
Енергійні молоді інвестори Чарлі Геллер (Джон Мараго) та Джеймі Шиплі (Фін Вітрок) випадково помічають папери Веннетта й, ознайомившись із ними, також вирішують заробити на кредитних дефолтних свопах. Оскільки їм бракує мінімально необхідного (згідно з вимогами ISDA) для торгів капіталу, вони залучають до оборудки банкіра у відставці Бена Рікерта (Бред Пітт). Уклавши угоду, молодь шалено радіє, та їхнє святкування викликає огиду в Рікерта — він нагадує їм, що означає криза: скільки людей залишаться без домівок, скільки втратять майбутнє, роботу, а, можливо, і життя. Жахаючись усвідомленого, вони попереджають родичів про катастрофу, що наближається та намагаються донести свої попередження до людей через пресу. Заробивши на кризі, вони залишаються з переконанням, що економічну систему світу спотворено.
На здивування оповідача та глядача, фільм визнає, що в результаті іпотечної кризи в США 2007 року (яка ініціювала світову кризу 2008 року) нікого пов'язаного із ЗБЗ не арештували, щобільше — держава витрачає з бюджету неймовірні суми платників податків, щоб нівелювати негативні результати цих шахрайств, але незабаром укладаються вже нові угоди із ЗБЗ, де вони, одначе, фігурують під новим ім’ям.

## У ролях
- Крістіан Бейл — Майкл Беррі, невролог, що став працювати менеджером гедж-фонду й заснував у Каліфорнії Scion Capital. У нього синдром Аспергера та штучне ліве око (протез). Майкл відкрив факт існування бульбашки на ринку нерухомості та застрахував можливість обвалу ринку. Його дії привернули до проблеми увагу інших гравців ринку.
- Стів Карелл — Марк Баум, (змальований зі Стіва Айсмена) відвертий менеджер гедж-фонду FrontPoint Capital (змальованого з FrontPoint Partners), якому Джаред Веннетт запропонував інвестувати в кредитні дефолтні свопи (КДС).
- Раян Ґослінґ — Джаред Веннетт (змальований зі Ґреґа Ліпмана) менеджер Deutsche Bank, що вирішує зіграти на обвалі ЗБЗ, попри те, що Deutsche Bank теж долучено до бізнесу на ЗБЗ. Для цього він продає Маркові Бауму відповідні КДС, заробивши собі ще й офіційну премію. Часто виступає в ролі оповідача.
- Бред Пітт — Бен Рікерт (змальований з Бена Гокета), трейдер і ментор Чарлі та Джеймі, що раніше працював в JPMorgan Chase Bank в Сінгапурі, і песимістично налаштований щодо фінансової галузі[6]
- Джон Магаро — Чарлі Геллер
- Фінн Віттрок — Джеймі Шиплі
- Геміш Лінклатер — Портер Коллінз
- Джеремі Стронг — Вінні Деніел
- Маріса Томей — Синтія Баум
- Карен Ґіллан — Еві
- Мелісса Лео — Джорджія Гейл
- Адеперо Одує — Кеті Тао
- Селена Гомес — грає себе
- Марґо Роббі — грає себе

## Визнання
| Нагороди та номінації фільму «Гра на пониження» | Нагороди та номінації фільму «Гра на пониження»    | Нагороди та номінації фільму «Гра на пониження»   | Нагороди та номінації фільму «Гра на пониження» | Нагороди та номінації фільму «Гра на пониження» | Нагороди та номінації фільму «Гра на пониження» | Нагороди та номінації фільму «Гра на пониження» |
| Рік                                             | Кінопремія / Кінофестиваль                         | Категорія / Нагорода                              | Номінант                                        | Результат                                       | Дж                                              |                                                 |
| ----------------------------------------------- | -------------------------------------------------- | ------------------------------------------------- | ----------------------------------------------- | ----------------------------------------------- | ----------------------------------------------- | ----------------------------------------------- |
| 2015                                            | Кінопремія Голлівуду                               | Премія Голлівуду за найкращий режисерський прорив | Адам Мак-Кей                                    | Перемога                                        | [ 7 ]                                           |                                                 |
| 2016                                            | 73-тя церемонія вручення нагороди «Золотий глобус» | Найкращий фільм: Комедія або мюзикл               | стрічка                                         | Номінація                                       | [ 8 ]                                           |                                                 |
| 2016                                            | 73-тя церемонія вручення нагороди «Золотий глобус» | Найкращий актор у комедії або мюзиклі             | Крістіан Бейл                                   | Номінація                                       | [ 8 ]                                           |                                                 |
| 2016                                            | 73-тя церемонія вручення нагороди «Золотий глобус» | Найкращий актор у комедії або мюзиклі             | Стів Керелл                                     | Номінація                                       | [ 8 ]                                           |                                                 |
| 2016                                            | 73-тя церемонія вручення нагороди «Золотий глобус» | Найкращий сценарій                                | Чарльз Рендольф, Адам Мак-Кей                   | Номінація                                       | [ 8 ]                                           |                                                 |
| 2016                                            | 69-та церемонія вручення нагороди БАФТА            | Найкращий фільм                                   | Деде Гарднер, Джеремі Клайнер і Бред Пітт       | Номінація                                       | [ 9 ] [ 10 ]                                    |                                                 |
| 2016                                            | 69-та церемонія вручення нагороди БАФТА            | Найкращий режисер                                 | Адам Мак-Кей                                    | Номінація                                       | [ 9 ] [ 10 ]                                    |                                                 |
| 2016                                            | 69-та церемонія вручення нагороди БАФТА            | Найкраща чоловіча роль другого плану              | Крістіан Бейл                                   | Номінація                                       | [ 9 ] [ 10 ]                                    |                                                 |
| 2016                                            | 69-та церемонія вручення нагороди БАФТА            | Найкращий адаптований сценарій                    | Адам Мак-Кей і Чарльз Рендольф                  | Перемога                                        | [ 9 ] [ 10 ]                                    |                                                 |
| 2016                                            | 69-та церемонія вручення нагороди БАФТА            | Найкращий монтаж                                  | Хенк Корвін                                     | Номінація                                       | [ 9 ] [ 10 ]                                    |                                                 |
| 2016                                            | 88-ма церемонія вручення нагороди «Оскар»          | Найкращий фільм                                   | стрічка                                         | Номінація                                       | [ 11 ] [ 12 ]                                   |                                                 |
| 2016                                            | 88-ма церемонія вручення нагороди «Оскар»          | Найкращий актор другого плану                     | Крістіан Бейл                                   | Номінація                                       | [ 11 ] [ 12 ]                                   |                                                 |
| 2016                                            | 88-ма церемонія вручення нагороди «Оскар»          | Найкращий адаптований сценарій                    | Чарльз Рендольф, Адам Мак-Кей                   | Перемога                                        | [ 11 ] [ 12 ]                                   |                                                 |
| 2016                                            | 88-ма церемонія вручення нагороди «Оскар»          | Найкращий режисер                                 | Адам Мак-Кей                                    | Номінація                                       | [ 11 ] [ 12 ]                                   |                                                 |
| 2016                                            | 88-ма церемонія вручення нагороди «Оскар»          | Найкращий монтаж                                  | Генк Корвін                                     | Номінація                                       | [ 11 ] [ 12 ]                                   |                                                 |